# 서울 흥천사 천룡도
서울 흥천사 천룡도(서울 興天寺 天龍圖)는 대한민국 서울특별시 성북구 흥천사에 있는 조선시대의 천룡도이다. 2017년 6월 8일 서울특별시의 유형문화재 제408호로 지정되었다.

## 지정 사유
흥천사 천룡도는 위태천과 천룡팔부를 함께 그린 것으로서 흥천사 극락보전에 봉안되어 있다. 화면 중앙에 위태천이 합장하고 서 있으며 천녀와 일월천자, 여러 신중들이 주위에 배치되어 있다. 인물표현에 음영법이 사용되었으며 전체적으로 붉은색이 많이 사용되고, 일부 화려한 금박이 사용되어 19세기 서울·경기지역 불화의 특색을 보여준다. 화기에 의하면 1898년 용담(蓉潭)이 초본을 그렸다.
신중도 중 천룡도 형식은 예가 많지 않은 가운데, 19세기 말 서울·경기지역의 천룡도 양식을 보여준다는 점에서 서울시 유형문화재로 지정할 가치가 있다.

## 조사 보고서
이 불화는 神衆圖 형식의 하나로 韋駄天과 天龍八部을 함께 그린 천룡도로서, 흥천사 극락보전에 봉안되어 있다. 천룡팔부는 보통 불법을 수호하는 八部衆, 즉 天⋅龍⋅夜叉⋅乾達婆⋅阿修羅⋅迦樓羅⋅緊那羅⋅摩睺羅伽 등을 말하지만 일반적으로 천룡도라 할 때는 제석천이나 범천 등 善神은 표현되지 않고 위태천을 중심으로 무장의 신장들이 함께 묘사되는 신중도 형식을 말한다.
화면 중앙에는 위태천이 합장하고 서 있으며 주위에는 천녀와 日月天子 및 여러 신중들이 배치되었다. 韋駄天(Skanda)은 녹색의 두광을 지니고 새 날개깃으로 장식된 화려한 투구를 쓰고 합장한 두 손 위로 삼고저 같은 것을 받들고 있는데, 투구장식 및 肩甲부분을 금박으로 처리하여 화려한 느낌을 준다. 천녀는 꽃으로 장식된 모자를 쓰고 두 손으로 향로와 과일이 든 쟁반을 들고 있다. 천녀 옆에는 관복을 입고 홀을 든 인물이 서있는데, 향우측 인물은 흰색의 달이 그려진 관을 쓰고 북두칠성이 그려진 홀을 들고 있어 月宮天子로 추정되며, 책관을 쓰고 홀을 든 향좌측 인물은 남장사 신중도(1824년)의 日宮天子와 동일한 모습이어서 日宮天子로 추정된다. 화면 하단에는 중앙에는 상투머리에 검은색 투명두건을 쓰고 오른손에 白翼扇, 왼손에 영지버섯이 든 바구니를 들고 있는 山神과 금문양으로 장식된 검은 두건을 쓰고 서책을 들고 있는 竈王神이 배치되었으며, 이들 옆으로는 활과 화살 및 칼, 화염보주 등을 들고 서있는 신중이 배치되었다.
인물표현은 음영법을 사용하여 입체감을 강조하였으며 채색은 전체적으로 붉은색이 많이 사용되었고, 기물과 복식 일부에 화려한 금박이 사용되었다. 이와 같은 채색법은 19세기 서울 경기지역 불화의 특색이기도 하다. 화기에 의하면 이 그림은 1898년에 蓉潭이 模像, 즉 초본을 그렸다고 했으나 片手 다음에는 화승의 이름이 지워져 있어 불화조성화원은 확인할 수 없다.
이 불화는 위태천과 천룡팔부를 간단하게 그린 천룡도로서 1898년에 蓉潭이 초본을 제작하였다. 일반적인 천룡도와 달리 위태천이 크게 부각되지 않고 하단의 산신과 조왕신 및 기타 신중이 부각되는 구도를 취하고 있으며, 의복 및 기물 등에 금박을 사용하여 채색이 돋보인다. 인물묘사에는 섬세한 바림질과 세칠의 묘사로 인해 입체감과 시실성이 돋보이며, 간략하게 표현한 옷주름에도 활달한 필력이 엿보인다. 신중도 중 천룡도 형식은 유례가 많지 않으며 특히 서울지역에는 천룡도가 별로 남아있지 않다. 이 작품은 비록 제작시기는 늦지만 19세기 말의 서울·경기지역의 천룡도 양식을 보여주는 작품으로서, 유형문화재로 지정하여 보호할 가치가 있다고 판단된다.

## 화기

### 향우측
大韓光武二年戊」戌十二月十六日神」供十九日夜點眼」□安于三角山」興□寺」緣化所」證明翠山錦□」暎曇普□」誦呪」兩潭明□」秉法」模像蓉□」片手比丘□」鐘頭」沙彌」茶角」別供沙彌□」供司沙彌□」都監」化主」報靈□」

### 향좌측
大施主」乾命壬戌生□□」坤命丙子生□□」兩主保體」董子戊戌生□」保體」壽福增長□」引勸大施主」坤命乙卯生□□」罪滅福□」

## 참고 자료
- 흥천사 천룡도 - 국가유산청 국가유산포털